# Ramón Cardozo
Ramón Idalecio Cardozo (Villarrica, 23 aprile 1986) è un ex calciatore paraguaiano, di ruolo attaccante.

## Biografia
È il fratello di Óscar Cardozo.